# Dictyochrysa peterseni
Dictyochrysa peterseni is een insect uit de familie van de gaasvliegen (Chrysopidae), die tot de orde netvleugeligen (Neuroptera) behoort. 
Dictyochrysa peterseni is voor het eerst wetenschappelijk beschreven door Kimmins in 1952.